# Bidaurreta
Bidaurreta (spanisch Vidaurreta) ist ein Ort und eine Gemeinde (municipio) mit 170 Einwohnern (Stand: 2024) in der autonomen Gemeinschaft Navarra im Norden von Spanien. 

## Lage und Klima
Bidaurreta liegt in ca. 430 m Höhe und ist ca. 17 Kilometer (Fahrtstrecke) in westsüdwestlicher Richtung von der Regionalhauptstadt Pamplona entfernt. Der Arga begrenzt die Gemeinde im Osten. 

## Bevölkerungsentwicklung
| Jahr      | 1970 | 1981 | 1991 | 2001 | 2011 | 2021 |
| Einwohner | 129  | 118  | 110  | 107  | 157  | 165  |

## Sehenswürdigkeiten

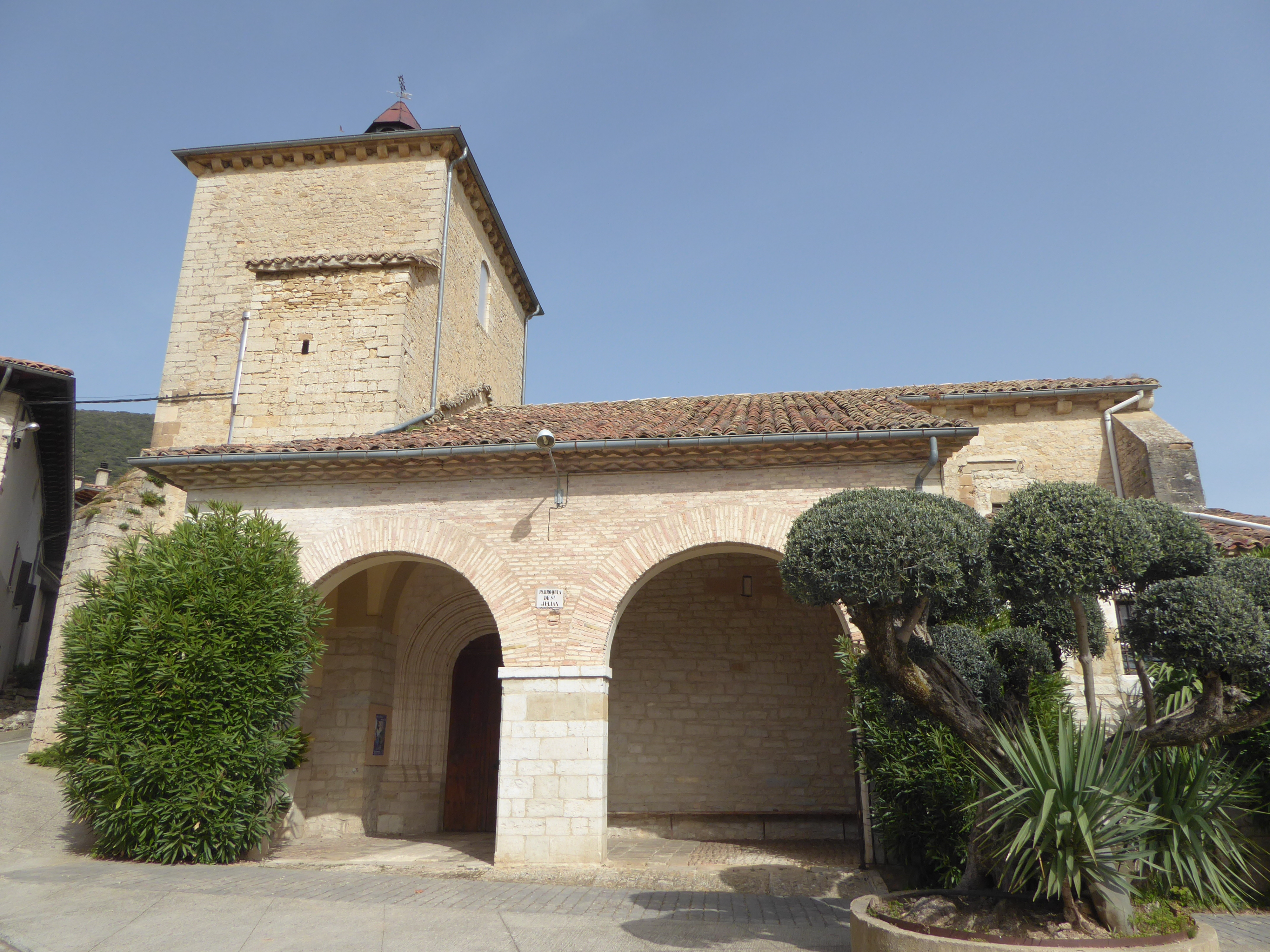
Julianuskirche

- Julianuskirche